# Ferdinand Fiévez
Ferdinandus Adrianus Alexander Maria (Ferdinand) Fiévez (Eindhoven, 29 januari 1920 - Kaatsheuvel, 19 mei 1991) was een Nederlands politicus. Hij zetelde in de periode 1965-1975 namens de Katholieke Volkspartij (KVP) in de Tweede Kamer der Staten-Generaal. Hij was in de periode 1975-1985 burgemeester van Loon op Zand.

## Levensloop
Hij was een zoon van Alexander Franciscus Fiévez en Sybilla Theodora Maria Schellekens. Hij kwam uit een groot gezin: hij had zeven zussen en zes broers. Hij werd geboren in Eindhoven, maar hij bracht zijn jeugd door in Duizel, een dorpje in het zuiden van Noord-Brabant. Zijn vader werkte als gemeentesecretaris. Ferdinand Fiévez ging naar het St.-Odulphuslyceum in Tilburg.
Fiévez werd in 1940 ambtenaar bij de gemeente Hoogeloon, Hapert en Casteren. Hij was tot 1 september 1966 werkzaam bij de gemeente Arnhem. Hij werd op 26 januari 1965 beëdigd als lid van de Tweede Kamer. Hij voerde geregeld namens de KVP het woord over ambtenarenzaken en binnenlands bestuur. Fiévez stemde in 1973 binnen de KVP-fractie tegen de komst van het kabinet-Den Uyl. Op 16 augustus 1975 nam hij afscheid van de Tweede Kamer. Hij was daarna burgemeester van Loon op Zand van 16 juni 1975 tot 1 februari 1985. Hij werd op 23 januari 1985 benoemd tot Officier in de Orde van Oranje-Nassau.

### Persoonlijk leven
Fiévez was getrouwd met Sybilla Theodora Maria Stoffels. Zij hadden drie zoons en één dochter.